# Trichlorophénylsilane
Le trichlorophénylsilane est un composé chimique de formule C6H5SiCl3. Il se présente comme un liquide incolore légèrement volatil à l'odeur piuante qui se décompose dans l'eau pour former du chlorure d'hydrogène. Ses vapeurs peuvent former un mélange explosif avec l'air, avec un point d'éclair de 86 °C et un point d'auto-inflammation de 544 °C. Il se décompose lorsqu'il est chauffé, ce qui peut produire du chlorure d'hydrogène, du dioxyde de carbone, du monoxyde de carbone et du dioxyde de silicium.
Il peut être obtenu par une réaction de Grignard entre du tétrachlorure de silicium SiCl4 et du chlorure de phénylmagnésium C6H5MgCl ou par réaction du benzène C6H6 avec le trichlorosilane SiCl3H :
C6H5MgCl + SiCl4 ⟶ C6H5SiCl3 + MgCl2.
Le trichlorophénylsilane est notamment utilisé dans la production de silicones.